# South West (Western Australia)
Koordinaten: 34° 0′ S, 116° 0′ O
Die South West Region ist eine Region des australischen Bundesstaates Western Australia (Westaustralien).

## Überblick
Die South West Region befindet sich in der südwestlichen Ecke des Bundesstaates Westaustralien. Sie grenzt im Süden und im Westen an den Indischen Ozean und nimmt eine Fläche von 23.970 Quadratkilometer ein.
Die Region verfügt über eine vielfältige Landschaft, mit ausgedehnten Küstenstreifen, Wäldern, Weinanbaugebieten und Landstädte. 2011 beläuft sich die Einwohnerzahl in dieser Region auf 166.000 Einwohner (2004: 123.000, 2006: 142.999).
Die South West Region verfügt über ausgedehnte Mineralvorkommen (Aluminium und Mineralsand). Die Wirtschaft beruht ferner auf extensiver Landwirtschaft, auf Gartenanbau, Holz- und Forstprodukten, Einzelhandel und Fremdenverkehr. Der Hafen von Bunbury ist eine wichtige Exportverbindung für die Region. Eine Erweiterung der Hafeneinrichtungen ist geplant.
Die South West Region ist aufgeteilt in folgende Verwaltungsbezirke:
- Augusta-Margaret River
- Boyup Brook
- Bridgetown-Greenbushes
- Bunbury
- Busselton
- Capel
- Collie
- Dardanup
- Donnybrook-Balingup
- Harvey
- Manjimup
- Nannup.